# Mark Dickson
Mark Dickson (Tampa, 8 dicembre 1959) è un ex tennista statunitense.

## Carriera
Ha studiato alla Clemson University ottenendo tre titoli All-American.
Tra i professionisti ha vinto due titoli in singolare e quattro nel doppio maschile, è noto principalmente per i quarti di finale raggiunti agli US Open 1983 prima di arrendersi in cinque set a Bill Scanlon.

## Statistiche

### Singolare

#### Vittorie (2)
| Numero | Anno             | Torneo                                   | Superficie     | Avversario in finale | Punteggio |
| 1.     | 8 aprile 1984    | Houston Open, Houston                    | Terra rossa    | Sammy Giammalva      | 6-3 6-2   |
| 2.     | 25 novembre 1984 | Grand Prix de Tennis de Toulouse, Tolosa | Cemento indoor | Heinz Günthardt      | 7-6, 6-4  |

### Doppio

#### Vittorie (4)
| Numero | Anno            | Torneo                                | Superficie     | Compagno       | Avversari in finale             | Punteggio     |
| 1.     | 7 novembre 1982 | Stockholm Open, Stoccolma             | Cemento indoor | Jan Gunnarsson | Sherwood Stewart Ferdi Taygan   | 7–6, 6–7, 6–4 |
| 2.     | 17 luglio 1983  | U.S. Pro Tennis Championships, Boston | Terra rossa    | Cássio Motta   | Hans Gildemeister Belus Prajoux | 7-5, 6-3      |
| 3.     | 24 luglio 1983  | Sovran Bank Classic, Washington       | Terra rossa    | Cássio Motta   | Paul McNamee Ferdi Taygan       | 6-2, 1-6, 6-4 |
| 4.     | 13 maggio 1984  | ATP Firenze, Firenze                  | Terra rossa    | Chip Hooper    | Bernard Mitton Butch Walts      | 7-6, 4-6, 7-5 |